# Arcoidea
Super-famille
Les Arcoidea sont une super-famille de mollusques bivalves de l'ordre des Arcida (anciennement des Arcoida).

## Liste des sous-taxons
Selon NCBI (20 septembre 2013) :
- famille Arcidae
  - genre Acar
  - genre Anadara
  - genre Arca
  - genre Asperarca
  - genre Barbatia
  - genre Bentharca
  - genre Diluvarca
  - genre Nipponarca
  - genre Scapharca
  - genre Tegillarca
  - genre Trisidos
- famille Cucullaeidae
  - genre Cucullaea
- famille Glycymerididae
  - genre Glycymeris
- famille Noetiidae
  - genre Arcopsis
  - genre Didimacar
  - genre Noetia
  - genre Striarca

Selon Paleobiology Database (14 novembre 2020) :
- famille Arcidae
- famille Catamarcaiidae
- famille Cucullaeidae
- famille Frejidae
- famille Glycymerididae
- famille Noetiidae
- famille Parallelodontidae

Selon World Register of Marine Species (14 novembre 2020) :
- famille Arcidae Lamarck, 1809
- famille Cucullaeidae Stewart, 1930
- famille Glycymerididae Dall, 1908 (1847)
- famille Noetiidae Stewart, 1930
- famille Parallelodontidae Dall, 1898